# Cyfra
Cyfra – umowny znak pisarski służący do zapisywania liczb.
Już w trzecim tysiącleciu p.n.e. używano w Egipcie hieroglifów do oznaczania jednostek, dziesiątek i tak dalej, aż do 10.000.000. Innych cyfr używano w Babilonii (tzw. babiloński system liczbowy), jeszcze innych w starożytnych Grecji i Rzymie.
Rozpowszechnione obecnie tak zwane cyfry arabskie (układ dziesiętny) pochodzą naprawdę z Indii. Arabowie jedynie sprowadzili je stamtąd wraz z tablicą rachunkową zwaną abakus (zbliżoną do dzisiejszego liczydła) do Europy między X a XIII w. Dzieło Fibonacciego o abakusie podkreślające praktyczność arabskiego systemu zainteresowało kupców włoskich. W ten sposób w XIII wieku arabska notacja upowszechniła się we włoskich księgach handlowych, a w XIV wieku trafiła do epigrafiki kościelnej by w XVI wieku wyprzeć całkowicie cyfry rzymskie z potocznego użycia.
Wczesne średniowiecze używa wyłącznie cyfr rzymskich, na ogół nie zmienionych, tylko cyfry i liczby 4, 9, 40, 90 są pisane częściej IIII, VIIII, XXXX, LXXXX niż odpowiednio IV, IX, XL, XC. Natomiast wielokrotność setek oznaczano przez powtarzanie litery C, np. CCC = 300. Połowę oznaczano przez przekreślenie cyfry.
Liczba znaków służących do zapisu jest zależna od systemu liczbowego i przyjętego sposobu zapisu: 10 w systemie dziesiętnym, 16 w szesnastkowym, ale w rzymskim już tylko siedem (I, V, X, L, C, D, M).
W niektórych systemach do zapisu liczb służyły kolejne litery alfabetu, najpierw dla kolejnych wartości 1 do 9, potem dalej dla kolejnych wielokrotności 10 itd. – „1” i „10” zapisywano innymi znakami. Taki zapis stosowano np. w alfabetach: hebrajskim, starosłowiańskim (głagolica) i greckim.
Cyfry były składnikiem wielu pism. Wyróżnia się między innymi:
- cyfry arabskie
  - oryginalne cyfry arabskie
- cyfry ormiańskie
- cyfry chińskie
- cyfry cyrylickie (słowiańskie)
- cyfry egipskie hieroglificzne
- cyfry etruskie
- cyfry greckie (starogreckie)
- cyfry Majów
- cyfry hebrajskie
- cyfry rzymskie
- cyfry sumeryjskie
- cyfry tybetańskie

W pozycyjnych systemach liczbowych pozycja cyfry w obrębie liczby decyduje o jej wartości. Przykładowo jedynka w zapisie 100 oznacza inną wartość niż w zapisie 10. Wartość cyfry zależy też od przyjętej podstawy systemu liczbowego. W szczególności dla systemów liczbowych o podstawie większej niż 10 konieczne jest wprowadzenie dodatkowych cyfr, np. w systemie szesnastkowym są to cyfry: A, B, C, D, E, F.